# Бобры в Москве

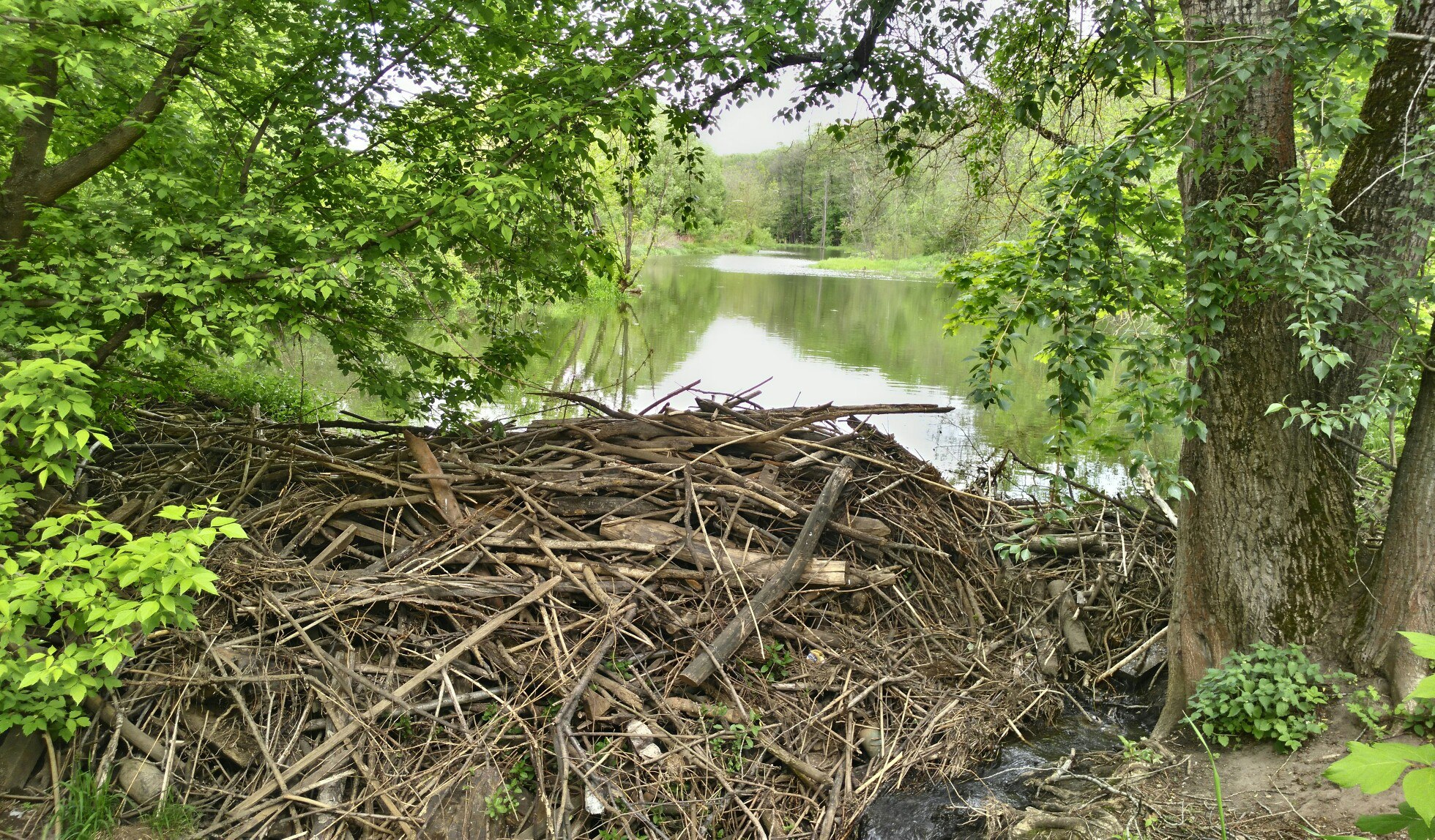
Бобровая плотина на реке Химке

В Москве находится огромное количество рек и многие из них проходят по территории лиственных или смешанных лесов, лесопарков и парков. Это и привлекает в Москву бобров.

## История
Бобры исконно жили в Москве-реке и её притоках. Район Бибирево назван так, потому что там жили царские бобровники. В середине XX века на бобров велась интенсивная охота, снизившая их численность почти до нуля. Но бобры не вымерли. Они жили на берегах реки Лихоборки, на самой Москве-реке в районе Коломенского и в верховьях реки Сетунь. В конце XX века охота прекратилась и бобры смогли вернуться в свои прежние места обитания. В настоящее время численность бобра продолжает расти, из естественных хищников в черте города для бобра могут быть опасны только бродячие собаки, но и они не могут поймать бобра в воде.

## Современное состояние
Сейчас бобры живут на реке Химке в природно-историческом парке «Покровское-Стрешнево», на Москве-реке в природно-историческом парке «Москворецкий» (от Строгина до Крылатского, включая Большой Строгинский затон), в пойме реки Алёшинки природного комплекса № 178, в природном заказнике «Долина реки Сетунь» и в парке «Останкино», а также на Яузе в парке «Лосиный Остров».
Больше всего бобров обнаружили в парке «Покровское-Стрешнево» — там специалисты насчитали 11 особей. В парке «Останкино» обитает около 10 грызунов. В парке «Москворецкий» и в природном комплексе № 178 живет по шесть бобров. В природном заказнике «Долина реки Сетунь» — четыре особи. Девять особей на Яузе. Самую активную деятельность бобры развернули на реке Химке: построили там одну плотину и хатку.

## Культура
В Москве есть два памятника бобру. Один в Парке Света, а другой в парке рядом с Медведково. Также бобр изображён на гербе района Бибирево.